# Статут Організації Об'єднаних Націй
Стату́т Організа́ції Об'є́днаних На́цій — міжнародна угода, що засновує міжнародну організацію ООН; підписаний 26 червня 1945 року в Сан-Франциско на заключному засіданні Конференції Об'єднаних Націй зі створення Міжнародної Організації п'ятдесятьма державами (Австралія, Аргентина, Білоруська Радянська Соціалістична Республіка, Бельгія, Болівія, Бразилія, Велика Британія, Венесуела, Гаїті, Гватемала, Гондурас, Греція, Данія, Домініканська Республіка, Єгипет, Індія, Ірак, Іран, Канада, Китай, Колумбія, Коста-Рика, Куба, Ліберія, Ліван, Люксембург, Мексика, Нідерланди, Нікарагуа, Нова Зеландія, Норвегія, Панама, Парагвай, Перу, Сальвадор, Саудівська Аравія, Сирія, СРСР, США, Туреччина, Українська Радянська Соціалістична Республіка, Уругвай, Філіппінська Республіка, Франція, Чехословаччина, Чилі, Еквадор, Ефіопія, Югославія і Південно-Африканський Союз) і набув чинності 24 жовтня 1945 року, після того, як був ратифікований постійними членами Ради Безпеки ООН.
Всі країни, які підписали Статут, зобов'язані дотримуватися його статей, крім того, їх зобов'язання за Статутом ООН превалюють над усіма іншими зобов'язаннями, які випливають з інших міжнародних договорів. Статут був ратифікований більшістю країн світу; єдиний виняток серед загальновизнаних країн становить Святий престол, який волів зберегти за собою статус постійного спостерігача, у зв'язку з чим не є стороною, яка підписала документ у повному обсязі.

## Історія створення документа
У 1945 році представники 50 країн зібралися в Сан-Франциско на Конференції Об'єднаних Націй щодо створення міжнародної організації, щоб розробити Статут ООН. В основу роботи делегати поклали пропозиції, вироблені представниками Китаю, Радянського Союзу, Великої Британії та Сполучених Штатів в Думбартон-Оукс в серпні-жовтні 1944 року. Статут був підписаний 26 червня 1945 року представниками 50 країн. Польща, не представлена на Конференції, підписала його пізніше і стала 51-ю державою-засновником.
До 24 жовтня 1945 року Статут був ратифікований Китаєм, Францією, Радянським Союзом, Великою Британією, Сполученими Штатами та більшістю інших її підписали. У 1949 році Генеральна Асамблея ООН оголосила 24 жовтня Днем Об'єднаних Націй  [Архівовано 20 жовтня 2015 у Wayback Machine.], який буде присвячений інформуванню народів світу про цілі і досягнення Організації Об'єднаних Націй.

## Зміст, покажчик глав
- Примітка
- Преамбула
- Глава I. Цілі та Принципи (статті 1—2)
- Глава II. Члени Організації (статті 3—6)
- Глава III. Органи (статті 7—8)
- Глава IV. Генеральна Асамблея (статті 9—22)
- Глава V. Рада Безпеки (статті 23—32)
- Глава VI. Мирне вирішення суперечок (статті 33—38)
- Глава VII. Дії стосовно загрози миру, порушень миру й актів агресії (статті 39—51)
- Глава VIII. Регіональні угоди (статті 52—54)
- Глава IX. Міжнародна економічна та соціальна співпраця (статті 55—60)
- Глава X. Економічна і Соціальна Рада (статті 61—72)
- Глава XI. Декларація щодо несамоврядних територій (статті 73—74)
- Глава XII. Міжнародна система опіки (статті 75—85)
- Глава XIII. Рада з Опіки (статті 86—91)
- Глава XIV. Міжнародний Суд (статті 92—96)
- Глава XV. Секретаріат (статті 97—101)
- Глава XVI. Різні постанови (статті 102—105)
- Глава XVII. Захід з безпеки в перехідний період (статті 106—107)
- Глава XVIII. Поправки (статті 108—109)
- Глава XIX. Ратифікація та підписання (статті 110—111)

## Порушення Статуту ООН
Як випливає з визначення, Статут ООН обов'язковий до виконання всіма країнами учасниками і прямо забороняє деякі дії:

### Загроза силою або її застосування
З прийняттям Статуту ООН у 1945 році загроза силою або її застосування були заборонені за винятком випадків: Індивідуальної або колективної самооборони. Застосування за рішенням Ради Безпеки ООН.
Ця норма неодноразово порушувалася:
- Вторгнення коаліційних сил до Іраку (2003).
- Ірано-іракська війна.
- Окупація автономної республіки Крим (Україна) у 2014 році та частини сходу України у 2015 році Російською Федерацією.
- Напад російської федерації на Україну 24.02.2022

## Нотатки
1. ↑  Після 1949 року, розташований у Тайвані; замінена 25 жовтня 1971 Китайською Народною Республікою
2. ↑  Замінена Російською Федерацією у 1991.
3. ↑  Пізніше замінено Четвертою республікою та П'ятою республікою.